# Godeberto
Godeberto (también Gundiperto, Godiperto, Godperto, Goteberto, Gotberto, Gotperto, Gosberto, o Gottberto) fue rey de los lombardos (coronado en 661), hijo mayor y sucesor de Ariberto I. Era arriano y gobernó desde la antigua capital, Pavía, mientras su hermano, Pertarito, que era católico, gobernó desde Milán.  En la guerra con su hermano, que empezó el mismo año de su coronación, pidió ayuda al duque Grimoaldo de Benevento, pero este decidió hacerse con el poder y le asesinó en su palacio, el Reggia.  Su hijo Raginperto logró huir, y más tarde gobernar, pero primero, Grimoaldo se hizo con el trono. Fue enterrado en Pavía, en la Basílica de Santissimo Salvatore.